# Йов (Геча)
Митрополит Йов (Геча) (нар. 31 січня 1974, Монреаль) — єпископ Константинопольського патріархату, архієпископ Тельміський, доктор богослов'я, професор Інституту вищих досліджень в галузі православного богослов'я при Православному центрі Вселенського патріархату в Шамбезі (Швейцарія) і Паризького католицького університету (Франція), постійний представник Вселенського патріархату при Всесвітній раді церков у Женеві, співголова Об'єднаної міжнародної комісії з богословського діалогу між Православною та Римо-католицькою церквами. Був одним із головних спікерів Святого і Великого собору Православної церкви на Криті 19–26 червня 2016 року. Володіє англійською, французькою, грецькою, українською, російською та італійською мовами. Глибоко знається на українській церковній історії. Докторську дисертацію захистив на тему «Літургійна реформа митрополита Киприяна Київського (1330—1406 рр.)».

## Життєпис
Народився у родині етнічних українців — вихідців з Галичини. Був парафіянином Української православної церкви Канади (прийнятої 1990 року в юрисдикцію Константинопольського патріархату).
У 1996 році був пострижений в рясофор і висвячений в сан ієродиякона, в 1998 переїхав до Франції, де був пострижений у мантію архимандритом Плакідою (Дезеєм).
У 2003 перейшов у Західноєвропейську архієпископію православних парафій російської традиції та висвячений у сан ієромонаха архієпископом Команським Гавриїлом (Де Вільдером).
Захистив докторську дисертацію у Свято-Сергіївському інституті. Брав участь в роботі низки комісій. Викладав у вищих навчальних закладах.
У 2004 возведений у сан архимандрита.
У 2013 був обраний Архиєпископом Тельміським і Патріаршим Екзархом Російських православних парафій Західної Європи. Архиєрейську хіротонію архимандрита Йова очолив 30 листопада того ж року Патріарх Варфоломій в Георгіївському соборі на Фанарі (Стамбул).
29 листопада 2015 року був переведений на посаду представника Константинопольського Патріархату при Всесвітній раді церков у Женеві.
Був одним із головних спікерів Всеправославного собору на Криті 19–26 червня 2016 року на щоденних брифінгах для преси.
Змінив на посту співголови Об'єднаної міжнародної православно-католицької комісії з богословського діалогу іншого ієрарха Константинопольського Патріархату митрополита Пергамського Іоанна (Зізіуласа). 
13 вересня 2018 року сповістив що в 1448 р., коли Москві обрали митрополита Іону самостійно, без дозволу Вселенського патріархату то автокефалія РПЦ була самопроголошена.
«Цікаво підкреслити, що ніколи не було дано Православній Церкві в Росії Томоса про автокефалію! В 1589—1590 роках Вселенський Патріарх Єремія II просто нормалізував ситуацію, піднявши цю кафедру на патріарше достоїнство, при тому, що було дозволено Московському архієрею „називатися“ патріархом, при умові, що він мав поминати патріарха Вселенського і вважати його „як свого главу і першого“, як сказано в грамоті» — додав він.
18 вересня 2018 року заявив про те, що російська анафема на гетьмана Івана Мазепу є неканонічною.
22 липня 2022 року Священний синод Вселенського патріархату обрав архиєпископа Йова митрополитом Пісідійським.
Опублікував численні дослідження та статті, пов'язані з літургійним богослов'ям та православною духовністю. Володіє французькою, англійською, українською, російською та грецькою мовами. Представляючи нове покоління екуменічного діалогу з християнськими Церквами, митрополит Йов характеризується як стриманий і серйозний богослов, якого високо цінують його римо-католицькі колеги по Комісії з богословського діалогу.